# 大成镇 (浦北县)
大成镇，是中华人民共和国广西壮族自治区钦州市浦北县下辖的一个乡镇级行政单位。

## 行政区划
大成镇下辖以下地区：
东馆社区、大成村、金街村、六鸣村、六平村、板铺村、符竹村、六角村、六村、到耽村、罗城村、罗南村、较车村、联成村、金联村和甘子根村。